# Nuotaea
Nuotaea est un village des Kiribati, dans les îles Gilbert. Il est le village principal de l'atoll d'Abaiang. 
En 2010, Nuotaea comptait 559 habitants.[réf. nécessaire]